# Белоспинный дятел
Белоспи́нный дя́тел (лат. Dendrocopos leucotos) — лесная птица семейства дятловых, наиболее крупный вид из рода Dendrocopos. Имеет внешнее сходство с большим пёстрым дятлом, отличаясь от него белой нижней частью спины и белыми внутренними маховыми. Распространён в лесной зоне Евразии. Населяет зрелые лиственные и смешанные леса с большим количеством больных и погибших деревьев, особое предпочтение отдаёт старым березнякам. Скрытная и малозаметная птица, однако присутствия человека не избегает. Живёт оседло. Иногда осенью и зимой совершает недальние кочёвки, однако весной обычно возвращается в тот же район, что и в предыдущий год. Тем не менее ежегодно долбит новое дупло для гнезда. Размножается раньше других дятлов, к концу мая уже появляются птенцы. На Дальнем Востоке это фоновый вид дятлов, на остальной части России и в Европе встречается значительно реже, чем близкий к нему большой пёстрый дятел. Занесён в Красную книгу Московской области.

## Описание

### Внешний вид

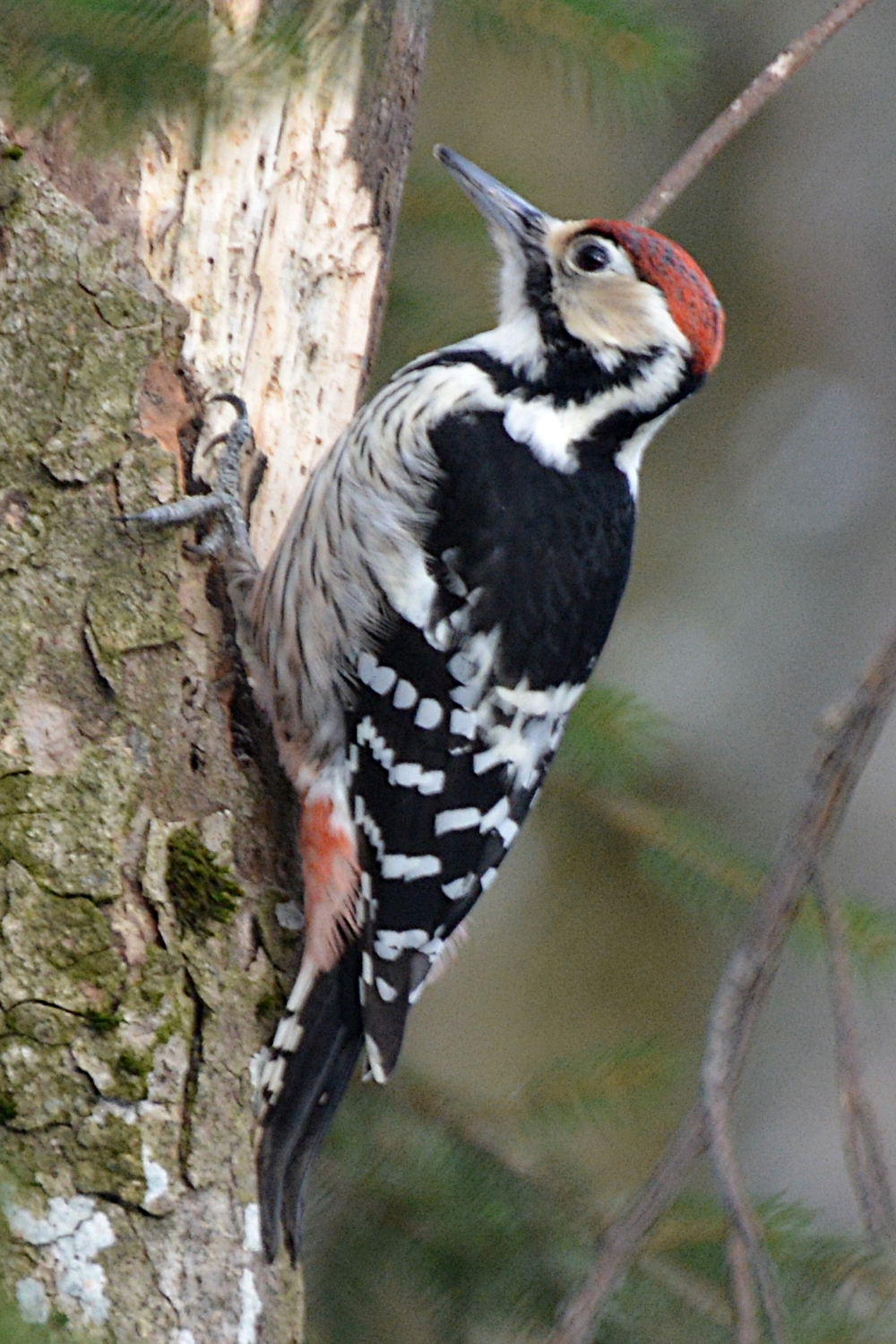
Самец

Несколько крупнее большого пёстрого дятла, в сравнении с ним обладает более длинной шеей, длинным клювом и угловатой формой головы. Длина тела 26—31 см, размах крыльев 44—49 см, вес 100—130 г. У самца лоб, уздечка и бока головы белые, верх головы ото лба до верхней части затылка («шапочка») красная с белесыми крапинами, нижняя часть затылка и спина чёрные. По бокам горла и шеи, а также от зоба до основания клюва тянется чёрная полоса. Верхняя часть спины чёрная и немного блестящая, нижняя белая (у формы lilfordi вместо сплошного белого пятна развиты белые поперечные полосы на чёрном фоне). Брюхо белое, часто с заметным охристым налётом; бока с тёмными продольными пестринами. Подхвостье розовое, имеет размытые границы. Маховые чёрные с поперечными белыми пестринами. Взрослая самка в целом похожа на самца, однако имеет чёрную, а не красную шапочку. Молодые птицы выглядят более тускло — чёрная спина имеет буроватый оттенок, брюхо серое, розовое пятно на подхвостье имеет меньшие размеры.
Основные внешние отличия от большого пёстрого дятла — белая либо полосатая нижняя часть спины, тёмные продольные пестрины на боках, отсутствие белых пятен на лопатках и розовое (но не красное) подхвостье.

### Голос
Кричит относительно редко, преимущественно в сезон размножения и иногда осенью. По сравнению с большим пёстрым дятлом голос не такой резкий, относительно тихий и более низкий. Наиболее частая позывка — короткое мягкое «кюк», которое самец произносит при подлёте к гнезду или сидящей на суку самке, во время знакомства с партнёром, по окончании кормления потомства. Иногда этот звук растягивается и звучит как «кююк» с ударением на втором слоге. При общении на дальнем расстоянии использует хриплое протяжное «кивк», иногда повторяемое несколько раз. Этот крик также зачастую сопровождается барабанной дробью. При конфликте между двумя самцами в начале брачного периода звучит быстрое хриплое «виче-виче-виче». При сильном возбуждении издаёт длинную верещащую трель, которую иногда изображают как «ккккккк…» либо «ки-ки-ки…».
Барабанная дробь по своему характеру сравнима лишь с дробью трёхпалого дятла. Она громче и продолжительнее, чем у большого пёстрого дятла, не имеет резкого начала и конца, продолжается с ускорением около двух секунд. Отдельные удары, число которых достигает 30-и и более раз, хорошо различимы. Стучат самец и самка, главным образом в начале брачного сезона с целью привлечения внимания.

## Распространение

### Ареал

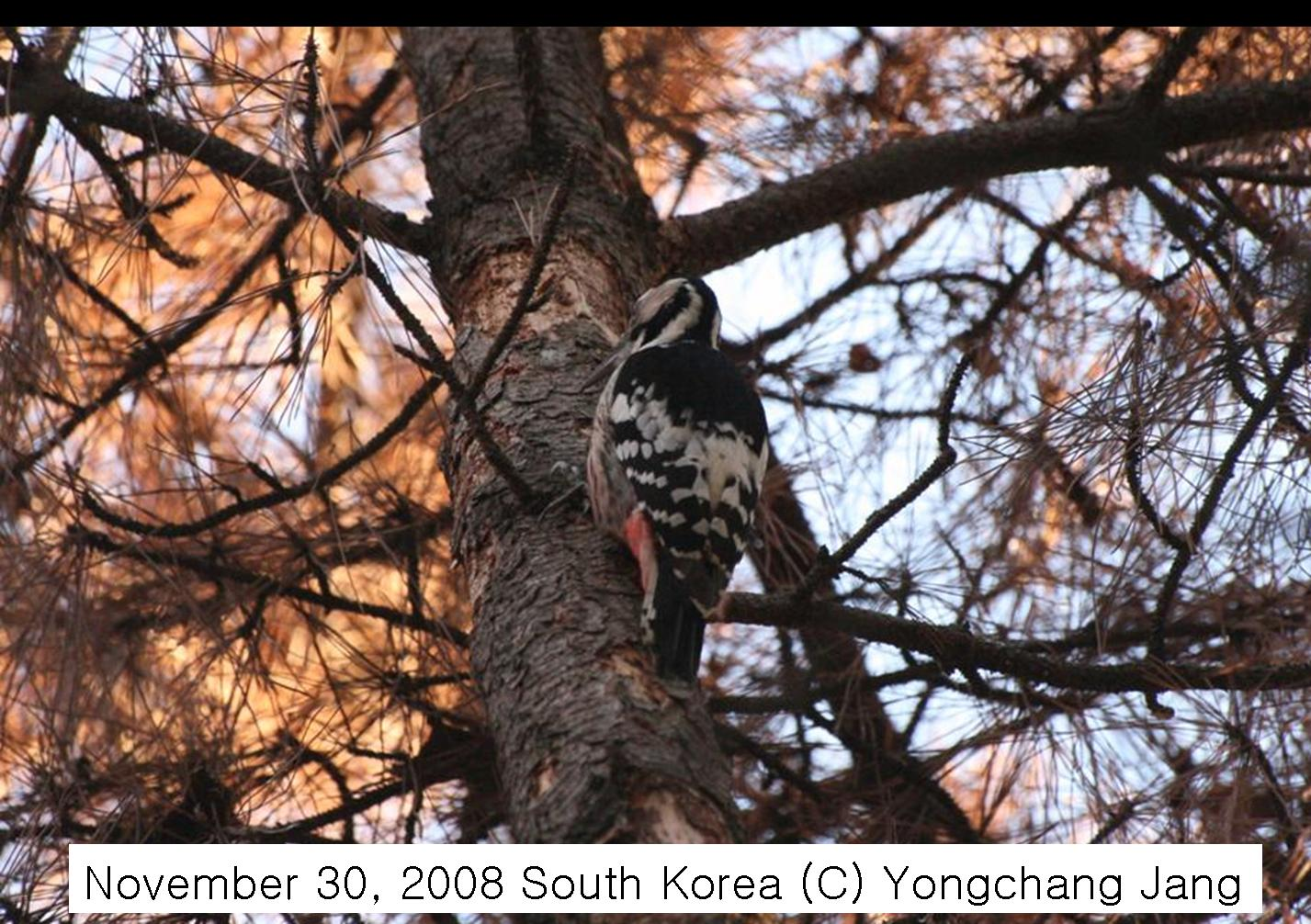
Белоспинный дятел в Южной Корее

Распространён в южной части лесной зоны Евразии, однако везде неравномерно. В Западной и Центральной Европе основные популяции привязаны к горным районам, мало задетым хозяйственной деятельностью человека — Пиренеям, Альпам, Аппенинам, Карпатам, а также Корсике. Крупные изолированные участки отмечены в Скандинавии, на Балканах и Кавказе. В Малой Азии гнездится местами в Понтийских горах и Восточном Тавре. В Восточной Европе и Азии встречается как на возвышенностях, так и на равнине.
Северная граница ареала проходит через среднюю часть тайги, постепенно смещаясь к югу с запада на восток. Гнездится к северу в Скандинавии до 66° с. ш., в европейской части России до 60° с. ш., на Урале до 61° с. ш., в Западной Сибири до 60° с. ш., восточнее до 56—58-й параллелей. Северо-восточная окраина ареала находится в южной части побережья Охотского моря в районе села Аян. Южная окраина гнездовий проходит через лесостепи, местами захватывая степную зону. На Украине и западе России основной ареал находится севернее Волыно-Подольской возвышенности, районов Киева, Днепра, Воронежа, Сызрани. В Казахстане распространён в долине Урала к югу до 49-параллели, в Кокчетавском нагорье, в долине Иртыша, на Юго-Западном Алтае и в долине Чёрного Иртыша. Восточнее южная граница ареала проходит через Монголию и Китай — к югу до долины Урунгу, Хангая, Хэнтэя, южной части Большого Хингана, северо-западного побережья Ляодунского залива. Изолированные участки ареала отмечены на западе китайской провинции Сычуань и северо-западе провинции Фуцзянь. За пределами материка гнездится на Шантарских островах, Сахалине, Шикотане, Кунашире, Японских островах и Тайване.

### Места обитания
Населяет старые, но достаточно светлые лиственные и смешанные леса с большим количеством погибших деревьев. В первую очередь отдаёт предпочтение березнякам, но также встречается в лесах с участием бука, ясеня, тополя, клёна, ольхи, дуба, граба, ивы. Иногда встречается и на участках преимущественно хвойного леса, там где имеются обширные буреломы гниющих деревьев. Так, на полуострове Пелопоннес вид в основном ассоциируется с горной пихтой кефалинийской. Часто селится в поймах рек и озёр, на заболоченных и заливаемых паводком участках угнетённого леса, а также по горным склонам. Требует больших пространств нетронутого захламлённого леса, и по этой причине чувствителен к любым работам по его расчистке и облагораживанию. В горах встречается в Пиренеях и Альпах до 400—1850 м над уровнем моря, на Пелопоннесе до 860—1740 м, на склонах Большого Кавказа до 1700 м (верхняя граница древесной растительности).

## Питание

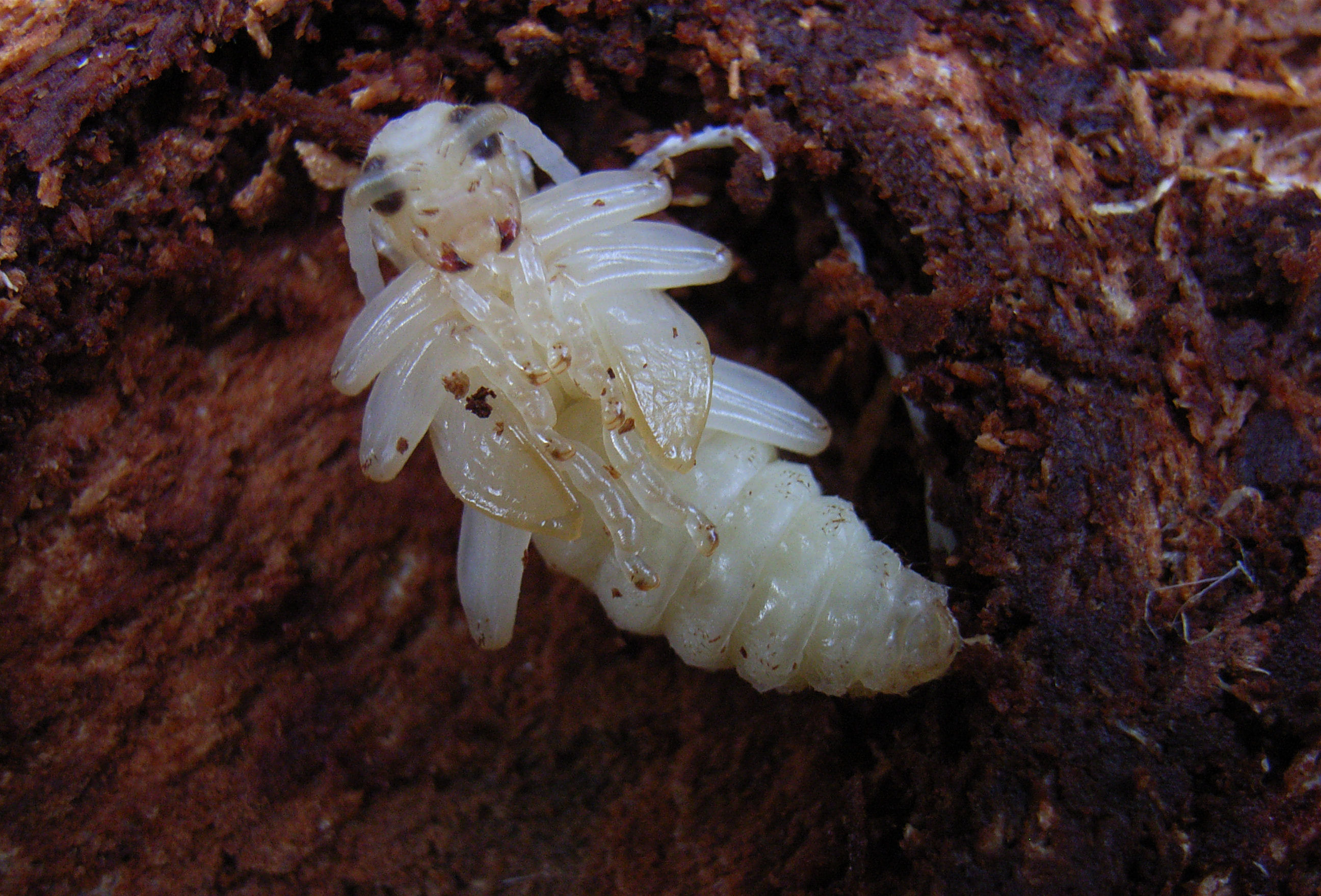
Куколка чернопятнистого рагия — одно из лакомств белоспинного дятла

Основу рациона составляют личинки крупных насекомых, живущих под корой и в подгнившей древесине, среди которых преобладают жуки-усачи (аромии короткокрылы, рагии, скрипуны, странгалии), и личинки и куколки некоторых молей (древоточцы, волнянки, пяденицы, серпокрылые моли). Кроме личинок иногда употребляет в пищу взрослых особей, а также представителей других семейств жуков — жужелиц, сверлил, щелкунов, златок, пластинчатоусых, листоедов, долгоносиков, короедов. Реже поедает имаго и личинок рогохвостов, настоящих пилильщиков и муравьёв. В конце лета к животным кормам добавляются растительные — ягоды, орехи, жёлуди, семена лещины, крушины, тёрна, черёмухи и др. В отличие от других дятлов, шишек не долбят.
Пищу чаще всего добывает на стволах гнилых и усохших деревьев, часто поваленных, либо в пнях. Обычно кормится на высоте до 3 м от поверхности земли, выбирая наиболее прогнившую нижнюю часть ствола. Среди пород деревьев преобладают лиственные, такие как берёза, бук, осина, ольха чёрная и др. В отличие от большого и среднего пёстрых дятлов, добывает насекомых из-под коры и в глубине древесины, а не с её поверхности. Открыто ползающие насекомые составляют лишь незначительную часть рациона. Подобно чёрному дятлу оставляет после себя заметные следы деятельности в виде больших и глубоких кратеров.

## Размножение

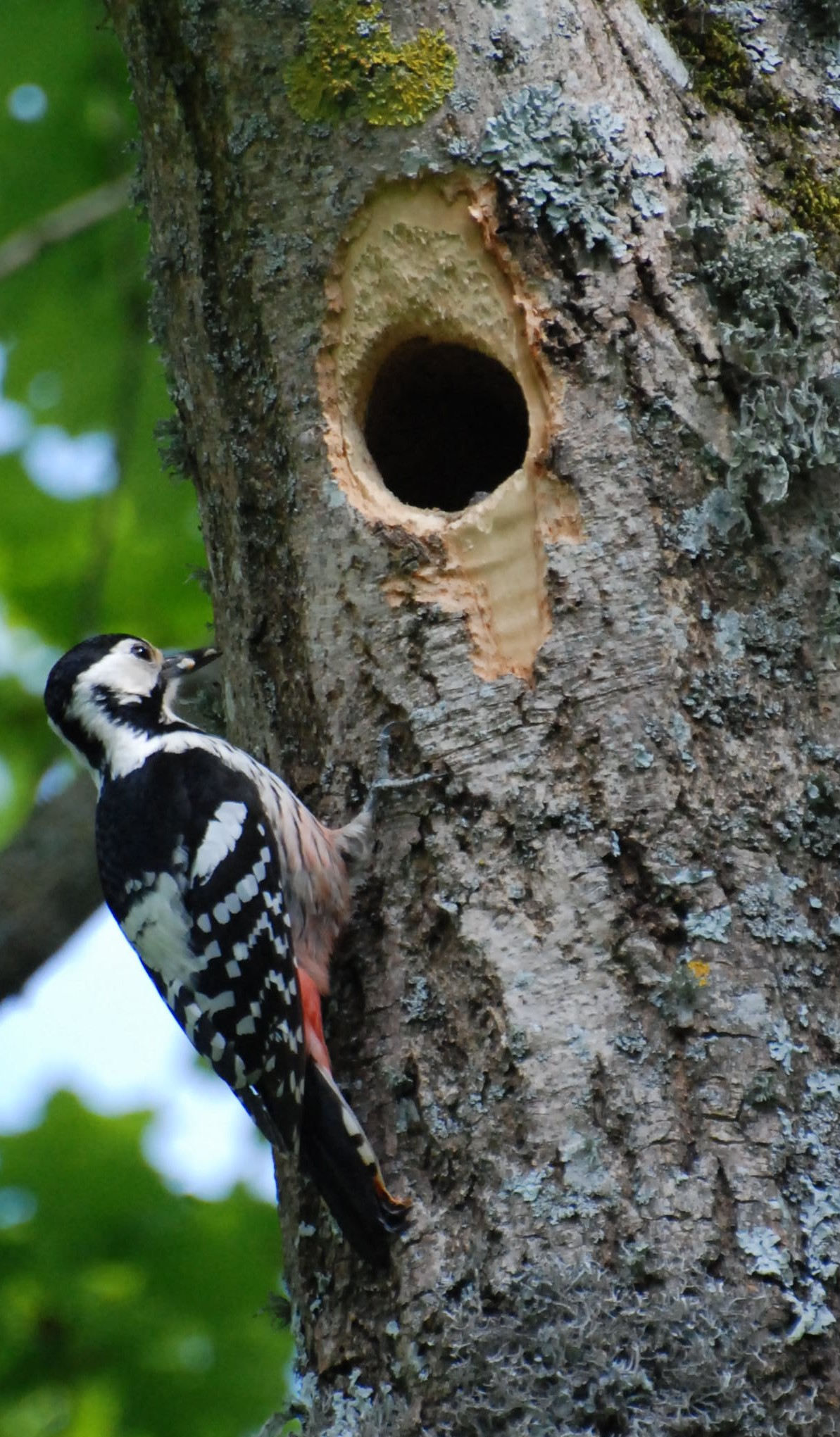
Самка возле дупла

Моногам. Для размножения птицы обычно возвращаются в один и тот же район, иногда на один и тот же участок — по этой причине пары нередко воссоединяются, несмотря на то что самец и самка ведут обособленный образ жизни в остальное время года. Сроки размножения примерно на две недели опережают таковые у других видов дятлов, гнездящихся в аналогичных биотопах. Брачная активность начинается в феврале и продолжается до мая или июня, достигая пика в апреле. Токование выражается в частых криках и активной барабанной дроби, выполняемой представителями обоего пола; приметившие друг друга птицы нередко перестукиваются дуэтом. Демонстративные позы — вытянутый вдоль ствола клюв, медленное покачивание из стороны в сторону, порхание наподобие бабочки; самец нередко преследует самку, перепархивая с одного ствола на другой. Образование пары может произойти уже в начале марта, по крайней мере у тех дятлов, которые спаривались в предыдущий год.

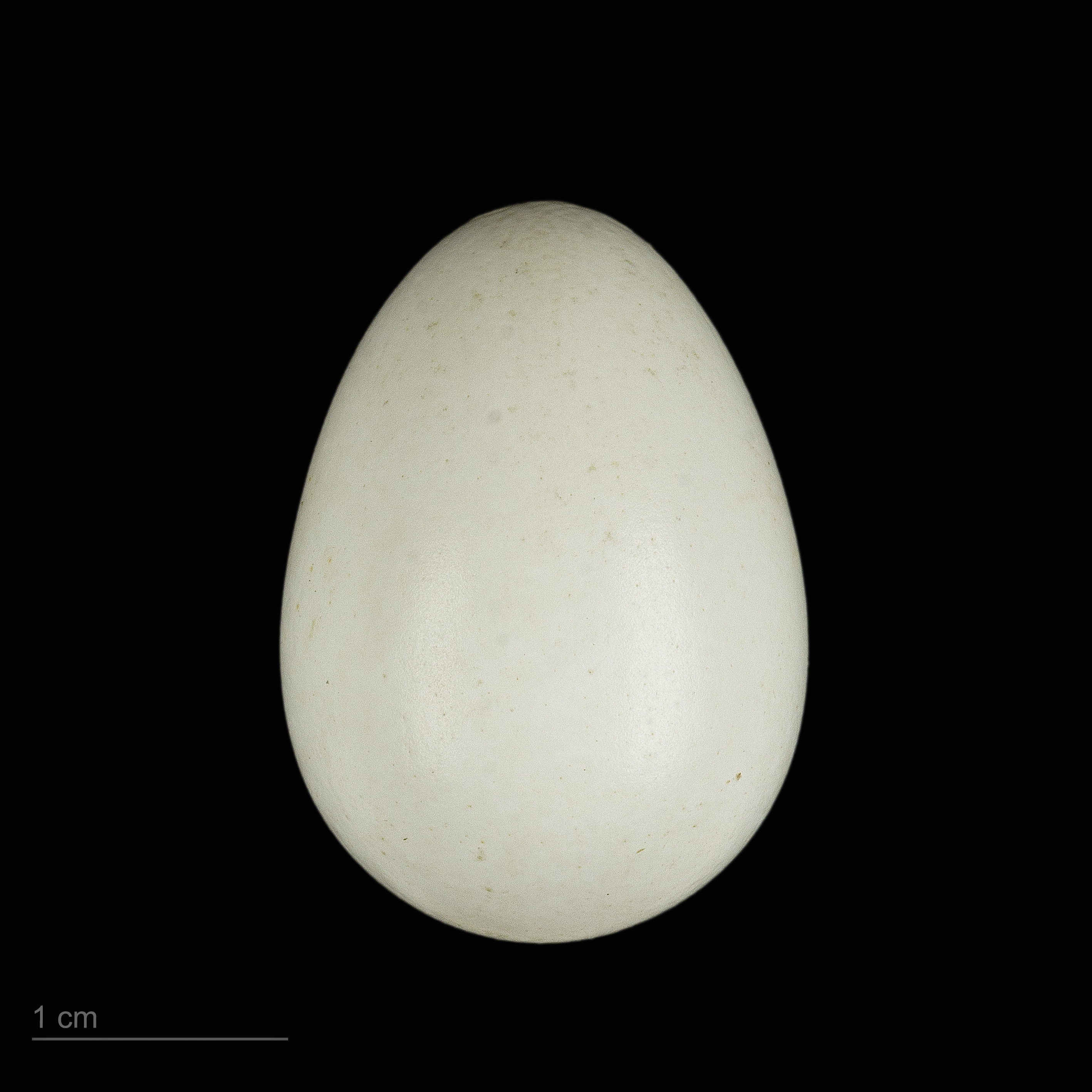
Яйцо из коллекции Тулузского музея

Несмотря на то, что гнездовая территория часто остаётся прежней, птицы ежегодно долбят новое дупло. На его обустройство обычно уходит от двух недель, долбят по очереди обе птицы пары. Дупло делают в подгнившей части дерева, где древесина достаточно мягкая; оно может быть расположено в стволе, толстой боковой ветви или даже пне. Известны гнёзда, устроенные на столбах линий электропередач. Высота особого значения не имеет, однако обычно не превышает 20 м над поверхностью земли. Дупло достаточно просторное, значительно выше и больше, чем у большого пёстрого дятла. Глубина дупла 25—37 см, высота летка 5,5—7 см, ширина летка 4,7—6,4 см. Откладывают с конца апреля, полная кладка содержит 3—7 (обычно 4—6) продолговатых яиц белого цвета. Размеры яиц: (26—31) х (19—22) мм. Насиживают попеременно обе птицы пары, в том числе и ночью. Наиболее плотно сидит самка, в то время как самец постоянно выглядывает наружу и отлучается из гнезда на 2—10 минут. Птенцы появляются на свет синхронно через 14—16 дней, в редких случаях через 12 дней. Обогревают и выкармливают потомство по очереди оба родителя — пока один добывает корм, другой сидит с птенцами, после чего роли меняются. Примерно с 8-го дня жизни потомство обогревается лишь по ночам. В отличие от молодняка других дятлов, птенцы белоспинного кричат мало, в основном только во время кормления. Через 27—28 дней они уже становятся на крыло, хотя какое-то время ещё подкармливаются взрослыми птицами.

## Систематика
Выделяют 10 — 12 подвидов белоспинного дятла. Изменчивость проявляется в степени развития белого на спине, крестце и внутренних маховых, в наличии или отсутствии и степени развития чёрного рисунка на белом поле в нижней части спины, в варьировании оттенков брюха. Справочник «Handbook of the birds of the world» перечисляет 10 подвидов:
- D. l. leucotos (Bechstein, 1803) — в Евразии от западной Норвегии, Швеции, Финляндии и Польши к югу до восточной Швейцарии, Австрии, северной Сербии и северных склонов Карпат, к востоку до Камчатки, Сахалина, северо-восточного Китая и Кореи
- D. l. lilfordi (Sharpe & Dresser, 1871) — Пиренеи, северная Италия, Балканы, Пелопоннес, Турция (северная Анатолия, Восточный Тавр), Большой Кавказ от побережья Чёрного моря к востоку до района Лагодехи, Малый Кавказ от побережья Чёрного моря к востоку до восточной окраины Карабаха
- D. l. subcirris (Stejneger, 1886) — Хоккайдо
- D. l. stejnegeri (Kuroda, 1921) — северный Хонсю
- D. l. namiyei (Stejneger, 1886) — южный Хонсю, Кюсю, Сикоку, Чеджудо
- D. l. takahashii (Kuroda & Mori, 1920) — остров Уллындо
- D. l. owstoni (Ogawa, 1905) — остров Амамиосима (группа островов Рюкю)
- D. l. tangi (Cheng, 1956) — китайская провинция Сычуань
- D. l. fohkiensis (Buturlin, 1908) — возвышенности китайской провинции Фуцзянь
- D. l. insularis (Gould, 1863) — Тайвань

Международный союз орнитологов выделяет 12 подвидов.